# Station Lisów
Station Lisów is een spoorwegstation in de Poolse plaats Lisów.